# Landesstraße 103
Die Landesstraße 103 (kurz: L 103; auch Landstraße Schenefeld-Elmshorn oder LSE) führt von Schenefeld nach Pinneberg und ist als zweistreifige Straße, in Teilen auch als vierstreifige kreuzungsfreie Kraftfahrstraße ausgebaut. Schon vor dem Weiterbau bei Pinneberg war sie mit einer durchschnittlichen täglichen Verkehrsstärke (DTV) von bis zu 27.000 Fahrzeugen die meistbefahrene Straße in Schenefeld. Ihren Namen trägt die Strecke aufgrund des ursprünglichen Vorhabens, eine durchgehende Verbindung zwischen Schenefeld und Elmshorn zu errichten.

## Strecke und Ausbauzustand
Die L 103 beginnt vierstreifig an der Hamburger Landesgrenze als Altonaer Chaussee. Ab der Stadtmitte Schenefelds ist sie dann kreuzungsfrei und als Kraftfahrstraße ausgebaut. Ab Waldenau ist die Strecke zweistreifig, die Brücken und das Planum sind jedoch breit genug, um eine vierstreifige Strecke aufzunehmen. Am Ende der ursprünglichen LSE am Wedeler Weg bei Pinneberg beginnt mit einem neu erbauten Kreisverkehr der bis 2019 erbaute zweistreifige Pinneberger Westring, der im Gegensatz zu ersterer nicht kreuzungsfrei ist. Dieser führt bis zur Autobahn-Anschlussstelle Pinneberg-Nord der A23. Ursprünglich war geplant, die LSE an Appen vorbei über die Pinnau und zwischen Uetersen und Tornesch in Richtung Elmshorn zu führen.

## Geschichte
Bereits zu Zeiten des Nationalsozialismus wurden um 1938 Planungen für verschiedene Radialverbindungen rund um Hamburg diskutiert. In den 1960er Jahren bezogen sich die Planer auf diese Vorüberlegungen einer „Aufbauachse Hamburg-Elmshorn“, einer neuen Radialverbindung die durch eine „Erschließungsstraße Hamburg-Schenefeld-Elmshorn“ verwirklicht werden sollte. Sie diene „in erster Linie der Aufnahme des Quellverkehrs aus den Räumen Pinneberg-West, Tornesch/Uetersen und Elmshorn Süd“.
Die Landstraße Schenefeld–Elmshorn wurde konkret ab 1963 geplant. Zu dieser Zeit wurde vom Land Schleswig-Holstein eine Verkehrsuntersuchung zur Entlastung der B5 Hamburg-Elmshorn vergeben, nachdem es bereits seit 1953 davon unabhängig Pläne für eine Westumgehung von Pinneberg gegeben hatte. Ergebnis des Gutachtens war der vierstreifige Bau einer Landstraße Schenefeld–Elmshorn (LSE). Mitte der 1970er Jahre wurde jedoch statt des Ausbaus der B5 der Bau der Autobahn A23 Hamburg–Elmshorn–Itzehoe beschlossen. Dies war ein Grund, warum die LSE nur bis Pinneberg gebaut wurde, ein anderer waren Umweltgründe, denn für den weiteren Verlauf der LSE wäre eine teilweise Verlegung der Pinnau erforderlich gewesen. Bis Pinneberg wurde die LSE bis etwa Ende 1981 fertiggestellt. Die weiteren Abschnitte bis Elmshorn wurden nicht mehr gebaut.
Jahrzehntelang endete die Strecke so verkehrsungünstig am westlichen Stadtrand Pinnebergs. Erst seit September 2019 besteht durch Eröffnung des nach ebenfalls jahrzehntelangen Diskussionen verwirklichten Pinneberger Westrings eine durchgehend befahrbare Straße von der Anschlussstelle Pinneberg-Nord der A23 nach Schenefeld und weiter in die westlichen Hamburger Stadtteile. Die LSE dient daher vor allem der Entlastung der im Kreis Pinneberg stark befahrenen Autobahn 23. Mit Ausnahme des Westrings in Pinneberg ist die LSE durchgehend als Landesstraße 103 ausgewiesen.
Mehreren Zeitzeugen und Politikern aus der Schenefelder Lokalpolitik zufolge spielten ursprünglich auch Überlegungen des Bevölkerungsschutzes bei der Planung der LSE eine Rolle. Gegenüber der Kommune war der Bau demnach damit begründet worden, dass die Strecke im Kalten Krieg etwa bei einem vom Ostblock initiierten Militärangriff einen Fluchtweg Richtung Westen hätte bieten können. Allerdings sind keine offiziellen Unterlagen bekannt, die diese Planungsgründe belegen.

## Rezeption
Das Hamburger Abendblatt bezeichnete die Straße 2012 als „Todesstrecke“, nachdem sich 18 schwere Unfälle innerhalb von vier Jahren ereignet hatten.
Heute wird die LSE in Schenefeld von einigen Bürgern als den Stadtkern zerschneidend empfunden, und es gibt politische Überlegungen, dies zu ändern oder abzumildern.